# Power Aerobic Circuit
Il Power Aerobic Circuit (PAC), è un metodo di allenamento cardiofitness in modalità interval training di natura mista aerobica/anaerobica. Esso prevede di eseguire consecutivamente (a circuito) diversi esercizi cardiovascolari con i macchinari cardiofitness, ognuno dei quali viene svolto ad intensità variabili, in un range che si colloca tra media e alta intensità sul calcolo della frequenza cardiaca massima (FCmax). Il PAC trova molte similitudini con l'High Intensity Interval Training (HIIT), perché applica un principio analogo (interval training) alternanando diverse intensità sulle macchine aerobiche.
Come per il metodo HIIT, uno dei principali vantaggi del PAC è quello di stimolare significativamente l'innalzamento del metabolismo basale e del EPOC nel periodo che segue il termine dell'attività, consentendo di ottenere anche dei benefici sulla riduzione della massa grassa.

## Caratteristiche
Il Power Aerobic Circuit (PAC) si caratterizza dall'esecuzione consecutiva a circuito di diverse stazioni aerobiche alternando intensità medie e alte, molto similmente al più noto High Intensity Interval Training (HIIT). La differenza sostanziale con l'HIIT, è che il PAC, partendo dalla media intensità, prevede un innalzamento più graduale della frequenza cardiaca mediante il passaggio sulle diverse stazioni. Si inizia quindi con un'intensità media (ad esempio il 70% FCmax), si passa ad'una stazione ad intensità più alta (come l'80% FCmax), il macchinario successivo si esegue nuovamente ad intensità leggermente inferiore (75%), si rialza la FC sul macchinario successivo raggiungendo il picco cardiaco (85%), e si conclude riportando la FC ad intensità medie con l'ultima stazione (70%). Questo esempio vuole semplicemente esporre il meccanismo del PAC, in cui si alterna la media e l'alta intensità all'interno di range di lavoro simili al HIIT, senza però passare improvvisamente da un'intensità media a una alta, ma arrivandoci progressivamente passando in maniera alternata e oscillante per le intensità intermedie tra le minime e le massime durante le varie stazioni. Il range di intensità della frequenza cardiaca varia da minime attorno al 60% FCmax, a massime attorno all'85%, mantenendo una media di pulsazioni durante tutto il circuito approssimativamente al 75%. Alcuni definiscono le minime non al di sotto del 70%, ma delle riduzioni possono essere applicate a seconda delle esigenze e del grado di allenamento dell'utente, così come le massime. Durante le stazioni in cui vengono impostati i picchi ad alta intensità, è indicato scegliere per questo scopo macchinari che impegnano maggiori catene muscolari sinergiche, che prevedono il carico antigravitario, e che non mantengano alcuna componente statica. Questo per consentire più facilmente l'innalzamento della frequenza cardiaca, un maggiore dispendio energetico, e una percezione della fatica proporzionalmente minore. A questo proposito sarebbero adatti il treadmill, lo stepper, lo stair climber, o l'elliptical trainer. Questi macchinari hanno anche il vantaggio di permettere più facilmente di risalire al valore del VO2max, in quanto, diversamente da altri apparecchi, si riscontra una più alta correlazione tra quest'ultimo parametro e l'FCmax. Il numero delle stazioni si mantiene attorno a 5, ma possono essere aumentate in base al rapporto tra la durata e l'intensità delle stesse. La durata totale dell'allenamento varia in genere tra i 20 e i 30 minuti, mentre la durata delle singole stazioni è indicativamente di 5 minuti, ma può oscillare tra i 2-3 minuti per quelle ad alta intensità, e 5 minuti per le intensità inferiori. Anche in questo caso i tempi possono essere modificati a seconda delle esigenze e del grado di allenamento. Oltre alla scheda di allenamento prevista dal programma, è consigliabile introdurre delle stazioni di riscaldamento e di defaticamento eseguite a basse intensità (50-60% FCmax), rispettivamente prima dell'inizio e dopo il completamento delle stazioni aerobiche impostate. Come l'HIIT, anche il PAC è meglio adatto a soggetti allenati, dal momento che la frequenza cardiaca raggiunge livelli di intensità elevati fino all'85% della frequenza cardiaca massima (FCmax).
Questo metodo rappresenta un compromesso tra l'allenamento lipolitico dimagrante, tipicamente impostato ad intensità medie e costanti (65-75% FCmax), e quello cardiovascolare, il quale raggiunge invece intensità medio-alte (75-85% FCmax). In realtà il PAC prevede fasi eseguite a frequenza cardiaca nettamente superiore rispetto al range indicato per la massima ossidazione di lipidi. Infatti le alte intensità vengono solitamente indicate per il miglioramento della capacità cardiovascolare, aumentando notevolmente l'impiego di fonti glucidiche, e riducendo l'ossidazione lipidica. Normalmente la finalità di un programma che viene svolto ad alte intensità, è quella di incrementare la potenza aerobica (di conseguenza la capacità aerobica), cioè la possibilità che ha l'organismo di attingere energia per via aerobica a valori di intensità più elevati. Al contrario, il massimo consumo lipidico, riferendosi limitatamente al periodo di svolgimento dell'esercizio, avviene a frequenze cardiache inferiori. Tuttavia questo protocollo è altrettanto indicato in un programma dimagrante in quanto inciderebbe in maniera importante sul EPOC, un evento metabolico che si verifica nel periodo successivo all'allenamento, in cui aumenta significativamente il metabolismo basale per diverse ore, e quindi il dispendio energetico, in particolare a carico dei lipidi. La ricerca scientifica ha infatti ampiamente constatato che il metodo High Intensity Interval Training (HIIT) sia più efficace per favorire la perdita di grasso rispetto ai programmi aerobici a frequenza costante (Steady State Training, SST), quindi non si esclude che anche il protocollo PAC, molto simile al HIIT vista la natura aerobica/anaerobica, possa favorire allo stesso modo tali processi rivelandosi molto indicato nei programmi per la riduzione della massa grassa.
Questo metodo, diffuso sul territorio nazionale e supportato da alcuni testi e scuole di fitness italiane, non sembra essere invece riconosciuto a livello internazionale. Pertanto questo non è stato oggetto di alcuni studio scientifico per stabilirne concretamente gli effetti, i pregi, o gli eventuali difetti. Condividendo svariate caratteristiche con l'HIIT, questo da tempo ampiamente studiato in ambito scientifico, si potrebbe concludere che l'efficacia e i risultati ad esso associati, legati in particolare al miglioramento della capacità cardiovascolare, della potenza aerobica, e dell'esaltazione del EPOC e dei processi di dimagrimento, siano analoghi.

### Differenze con l'HIIT
Il Power Aerobic Circuit rispetta parte dei principi del High Intensity Interval Training (HIIT), in quanto si presenta come attività cardiovascolare mista aerobica/anaerobica, alternando fasi ad intensità moderata (corrispondente alla modalità aerobica), ad altre ad intensità media e alta (che nelle fasi di picco supera la soglia anaerobica), distinguendosi come quest'ultimo dalla classica modalità aerobica a frequenza costante, lo Steady State Training. Per certi versi il PAC può risultare come una forma di HIIT, in quanto prevede una costante variazione dell'intensità toccando picchi anaerobici. Le differenze sostanziali tra il PAC e l'HIIT tradizionale sono da ritrovare nel passaggio dalla moderata all'alta intensità. Nel HIIT il passaggio è netto e immediato, e le intensità impostate sono solo due. Nel PAC il passaggio dall'intensità moderata a quella di picco avviene mediante stazioni ad intensità intermedie, dal numero e dalla durata variabile, che oscillano per adattare il battito cardiaco più gradualmente. Quindi l'intensità di picco viene raggiunta in tempi molto maggiori e viene mantenuta per un periodo totale di tempo normalmente inferiore rispetto al HIIT. Essendo quest'ultimo una modalità molto intensa, il PAC potrebbe essere introdotto nelle fasi di preparazione ad un HIIT tradizionale, dove l'impegno cardiovascolare e gli sbalzi risultano maggiori, per abituare il soggetto a sopportare alte intensità cardiovascolari, le quali coincidono con sforzi anaerobici intensi. Come ulteriore distinzione, l'HIIT non prevede che la macchina cardiovascolare venga variata durante i vari cambi di intensità, mentre il PAC sarebbe caratterizzato dal cambio di stazioni al cambio dell'intensità. Ciò non esclude che un protocollo PAC possa essere sfruttato anche sulla stessa macchina cardio durante tutta la sessione per facilitarne lo svolgimento (Power Aerobic System).
Il PAC trova delle evidenti similitudini anche con il protocollo Step-Wise Interval Training, una forma poco conosciuta di allenamento cardiovascolare in Interval training che prevede un'elevazione graduale dell'intensità fino alla soglia anaerobica. Esso consiste nell'iniziare il primo step ad intensità basse, per aumentare l'intensità di un punto sulla scala RPE (indicativamente il 10-15%) mantenendo l'andamento per la stessa durata in maniera progressiva durante diversi step. Le differenze tra questo programma e il PAC stanno negli sbalzi di intensità: mentre lo Step-wise prevede un aumento graduale e costante, il PAC impone un continuo e oscillante aumento e un decremento della stessa fino ad arrivare a valori tipicamente anaerobici, per poi riportare la prestanzione in decremento ai valori iniziali allo stesso modo in maniera oscillante. Entrambi condividono il principio di aumento graduale dell'intensità partendo da valori bassi per arrivare al picco relativo alla soglia anaerobica.

### Esempi di allenamento PAC
PAC 1:
- Bike 5' 70% FCmax
- Treadmill 5' 80% FCmax
- Bike orizzontale 5' 75% FCmax
- Stepper 5' 85% FCmax
- Bike 5' 70% FCmax

PAC 2:
- Treadmill 5' 60% FCmax
- Bike orizzontale 5' 75% FCmax
- Bike 5' 70% FCmax
- Elliptical trainer 5' 80% FCmax

PAC 3:
- Treadmill 10' 60% FCmax
- Elliptical trainer 3' 70% FCmax
- Stepper 2' 80% FCmax
- Remoergometro 3' 70% FCmax
- Bike orizzontale 5' 65% FCmax
- Treadmill 5' 60% FCmax

PAC 4:
- Bike 5' 65% FCmax
- Elliptical trainer 5' 75% FCmax
- Remoergometro 5' 70% FCmax
- Treadmill 5' 85% FCmax
- Stepper 5' 70% FCmax
- Treadmill 5' 75% FCmax
- Bike 5' 60% FCmax

- Durata totale: 25 min.
- Intensità media: 76% FCmax
- Numero stazioni: 5

- Durata totale: 20 min.
- Intensità media: 71% FCmax
- Numero stazioni: 4

- Durata totale: 28 min.
- Intensità media: 67% FCmax
- Numero stazioni: 6

- Durata totale: 35 min.
- Intensità media: 71% FCmax
- Numero stazioni: 7

Sarà possibile apportare le adeguate modifiche ad un protocollo di allenamento PAC:
- aumentando il tempo di permanenza sulle stazioni cardio;
- ripetendo una o più stazioni;
- incrementando la media del battito cardiaco (aumentando le intensità minime, massime, o entrambe);
- riducendo la durata della fase a intensità moderata;
- aumentando la durata della fase ad alta intensità;
- combinando queste strategie tra loro;
- introducendo formule più precise per il controllo della frequenza cardiaca, come quella di Karvonen (FCris);

## Altri metodi cardiofitness
- Steady State Training (SST)
- Cardio-Peripheral Heart Action (Cardio-PHA)
- High Intensity Interval Training (HIIT)
- Circuit Training (CT)
- Aerobic Circuit Training (ACT)
- Stubborn Fat Protocol (SFP)
- Tabata Training (o Guerrilla cardio)
- Spot reduction (SR)
- Concurrent training
- Aerobica Tonificazione Aerobica (ATA)
- Step-Wise Interval Training
- Fartlek